# آفتابدر
آفتابدر، روستایی از توابع بخش رودبارالموت شهرستان قزوین در استان قزوین ایران است. زبان اهالی روستای آفتابدر تاتی است.

## جمعیت
این روستا در دهستان الموت بالا قرار دارد و براساس سرشماری مرکز آمار ایران در سال ۱۳۸۵، جمعیت آن ۵۲ نفر (۲۴خانوار) بوده‌است. امرار معاش مردمان این روستا غالبا از طریق دامداری و کشاورزی میباشد.